# Google Health
Google Health est un service Internet d'archivage de dossiers médicaux pour les internautes américains, mis en place par Google en mars 2008, permettant d'améliorer le suivi médical de certains patients. D'après plusieurs analystes (médecins et internautes) cela permettrait une avancée scientifique majeure dans la recherche médicale.[réf. nécessaire]
Les internautes peuvent ainsi mettre en ligne leurs pathologies, leurs antécédents médicaux, les derniers résultats d'analyses et leurs traitements en cours. Mais l'avantage reste celui de laisser le pouvoir aux pharmaciens de mettre à jour automatiquement les traitements ou encore de trouver un spécialiste pour traiter des maladies adaptées.
Google ferme ce service le 1er janvier 2012 en raison du nombre d'utilisateurs très faible en dessous des attentes du service mais les utilisateurs ont pu télécharger leurs données après cette date pendant le reste de l'année. Google Health est définitivement fermé le 1er janvier 2013.